# JR (artista)
JR (22 de fevereiro de 1983) é o pseudônimo de um artista urbano francês cujo verdadeiro nome é desconhecido. Intitula-se photograffeur e exibe grandes imagens fotográficas em preto e branco em locais públicos, de maneira semelhante à composição do ambiente construído pelo grafite. Seu trabalho se destaca nas ruas de Paris, capital francesa, e é descrito por Fabrice Bousteau como "o Henri Cartier-Bresson do século XXI".
Em 20 de outubro de 2010, venceu o Prêmio TED em 2011 e usou o dinheiro conquistado de US$100,000 para iniciar o Projeto Inside Out. No Brasil, elaborou alguns trabalhos no Rio de Janeiro em parceria com o fotografo Maurício Maurício Hora com o qual fundou, no Morro da Favela, o Centro de Educação, Arte e Apoio Social, Casa Amarela Providência.
Em 2018 junto a cineasta francesa Agnès Varda foi indicado ao Oscar com o documentário “Visages, Villages”.